# Phyllophaga pachypyga
Phyllophaga pachypyga är en skalbaggsart som beskrevs av Hermann Burmeister 1855. Phyllophaga pachypyga ingår i släktet Phyllophaga och familjen Melolonthidae. Inga underarter finns listade i Catalogue of Life.